# Eberhard Kautter
Eberhard Kautter (* 16. Mai 1890 in Marbach; † nach 1949) war ein deutscher Kapitänleutnant der Reichsmarine, u. a. Mitglied der Organisation Consul und Autor.

## Leben
Eberhard Kautter trat am 1. April 1908 in die Kaiserliche Marine ein, war am 10. April 1909 zum Fähnrich zur See befördert worden und im gleichen Jahr an der Marineschule. 1911 war er auf der Gneisenau. Als Leutnant zur See (Beförderung am 27. September 1911) war er 1912 zur Verfügung der II. Marineinspektion in Wilhelmshaven. 1913 war er auf dem Großlinienschiff Friedrich der Große. Mit Patent vom 19. September 1914 wurde er Oberleutnant zur See. Später war er bis August 1917 als Wachoffizier auf den Torpedobooten V 155 und V 43. Bis Kriegsende war er Kommandant von V 43 und V 44. Am 28. April 1918 war er zum Kapitänleutnant befördert worden.
Bis Mitte Februar 1918 war er u. a. mit dem Eisernen Kreuz I. Klasse und dem Ritterkreuz 2. Klasse des Friedrichs-Orden mit Schwertern ausgezeichnet worden.
Nach dem Krieg schloss er sich der Brigade Ehrhardt an. Für die Marinebrigade verfasste er das Brigadelied und veröffentlichte zur Auflösung der Brigade Ehrhardt ein Gedicht. Am 9. September 1920 wurde er aus der Marine entlassen und begann ein Studium, erst der Rechtswissenschaft, später der Volkswirtschaftslehre, an der Universität München.
Als im September 1920 der Bund ehemaliger Erhardt-Offiziere (BEEO) gegründet wurde, kam Kautter in den Vorstand und wurde dort Schriftführer. Später wurde er Teil der Organisation Consul und leitete in der Zentrale in München die Abteilung C, welche sich als Presse-Abteilung verstand. Kautter war Herausgeber der Zeitung Der Wiking und beteiligte sich auch an der Erstellung der Satzung der Organisation. Er wurde Adjutant und später Stellvertreter von Ehrhardt.
Im Verlauf der Ermittlungen zum Mord an Matthias Erzberger wurde die Organisation Consul enttarnt. Am 12. September 1921 wurde Kautter vernommen und gab zu Protokoll, dass er Manfred von Killinger gut kenne und auch mit Heinrich Tillessen, dem Mörder Erzbergers, bekannt war. Er wies jegliche Kenntnisse zur Tat zurück, es erging am 14. September 1921 aber trotzdem ein Haftbefehl. Am 17. Oktober 1921 wurde er am Landgericht Offenburg im Sonderfall Kautter im Zuge der Untersuchung des Mordes an Erzberger unter dem Vorwurf der „Geheimbündelei“ angeklagt. Nachdem das Oberlandesgericht Karlsruhe am 3. November 1921 den Vorwurf der Mitwisserschaft sowie die Strafkammer des Landgerichts Offenburg am 7. Dezember 1921 den Vorwurf der „Geheimbündelei“ aufhob, wurde Kautter anschließend entlassen.
Ab Juli 1922 planten die Verschwörer Georg Fuchs und Augustin Xavier Richert die gewaltsame Absetzung der bayerischen Regierung, wobei Kautter 55 Millionen Reichsmark aus französischen Quellen erhalten sollte. Letztendlich zeigte Kautter den Putschplan bei der Polizei an und es kam zu einer Anklage.
Ende 1922 wurde Kautter von Adolf Hitler der Oberbefehl über die SA angeboten, was dieser aber ablehnte. Nach der Gründung des Bund Wiking am 3. Mai 1923 war er für den in Untersuchungshaft sitzenden Ehrhardt Leiter des Bundes. Als Ende 1922/Anfang 1923 der Zusammenschluss der nationalen Verbände unter der neu gegründeten Deutschvölkische Freiheitspartei begann, lehnte Kautter dies für den Bund Wiking ab. Als Anhänger der konservativen Gruppe um Generalstaatskommissar Gustav Ritter von Kahr wandte sich Ehrhardt dann am 8./9. November 1923 gegen den Hitler-Ludendorff-Putsch. Ehrhardt zog seine Truppen – hauptsächlich aus Formationen des Bundes Wiking unter Kautter bestehend – in Oberfranken zusammen und war bereit, gegen Hitler zu marschieren. Doch dazu kam es nicht, denn der Putsch scheiterte schon in München.
Im Mai 1924 wurde er mit weiteren ehemaligen Angehörigen der Organisation Consul erneut wegen „Geheimbündelei“ angeklagt. Im Prozess wurde er von Walter Luetgebrune vertreten.
Später publizierte Kauter u. a. im Propaganda-Verlag P. Hochmuth.
1935 trat er in das Amt Rosenberg. Im Rahmen der Tätigkeit war er mit der Katalogisierung der Bücherei des Internationalen Instituts für soziale Geschichte in Amsterdam beauftragt. Am 19. Dezember 1937 beantragte er die Aufnahme in die NSDAP und wurde rückwirkend zum 1. Mai desselben Jahres aufgenommen (Mitgliedsnummer 5.919.314). Zum 16. März 1945 wurde er gekündigt und verdingte sich anschließend als landwirtschaftlicher Hilfsarbeiter.
Anfang Mai 1949 erfolgte durch die Spruchkammer eine Einschätzung Kautters als Mitläufer.

## Werke (Auswahl)
- Deutschland in der Weltkrise des Liberalismus. Kohlhammer, 1933.
- Der Dritte Weg. Kohlhammer, 1934.
- Sozialismus in deutscher Vergangenheit und Gegenwart. Hochmuth, 1936.
- Das Sozialproblem im Wandel deutscher Geschichte. Hochmuth, 1937.
- Ueber Volksgemeinschaft zur Wehrgemeinschaft. Hochmuth, 1938.
- Sozialismus und Wehrwille in deutscher Vergangenheit und Gegenwart. 1944